# Nina Sankari
Nina Sankari (ur. 23 czerwca 1953 w Temyrtau) – polska wolnomyślicielka, działaczka feministyczna, ateistyczna i laicka, tłumaczka, publicystka.

## Życiorys

### Młodość
Przyjechała do Polski wraz z rodzicami w ramach repatriacji w 1958. Po pierwszym roku studiów filologii rosyjskiej na Uniwersytecie Jagiellońskim kontynuowała studia jako stypendystka rządu polskiego na Państwowym Uniwersytecie w Symferopolu, uzyskując tytuł magistra filologii rosyjskiej. Po dwuletnim okresie pracy naukowej w Polsce wyjechała do Libanu, skąd, w związku z toczącą się wojną domową, przeniosła się do Francji, gdzie ukończyła studia magisterskie z języka i literatury francuskiej.

### Działalność społeczna i publicystyczna
Jest działaczką organizacji pozarządowych: wiceprezeską Polskiego Stowarzyszenia Racjonalistów w latach 2007–2008 i w 2013–2014, prezeską Europejskiej Feministycznej Inicjatywy w latach 2009–2015 oraz członkinią europejskiego zarządu EFI. Współzałożycielka i wiceprezeska Fundacji im. Kazimierza Łyszczyńskiego (od 2013), współzałożycielka Stowarzyszenia Koalicja Ateistyczna. Współzałożycielka i członkini komitetu koordynującego Międzynarodowego Stowarzyszenia Wolnej Myśli. Uczestniczy w międzynarodowych kongresach i konferencjach feministycznych, wolnomyślicielskich i świeckich, m.in. w Paryżu, Londynie, Dublinie, Rzymie, Mediolanie, Brukseli, Oslo, Malmö, Göteborgu, Helsinkach, Tallinie, Budapeszcie, Skopje, Bejrucie i Kairze.
Jest autorką tekstów i tłumaczeń poruszających zagadnienia z dziedziny praw i sytuacji kobiet w Polsce i na świecie oraz wolności sumienia i ateizmu. W swoich artykułach łączy postawę feministki i wolnomyślicielki, podkreślając konieczność współdziałania środowisk feministycznych, ateistycznych, racjonalistycznych, humanistycznych, LGBT na rzecz realizacji postulatów wolnościowych, równościowych, demokratycznych i emancypacyjnych. Teksty Niny Sankari były publikowane m.in. na łamach Racjonalista.pl, Feminoteki, Faktów i Mitów, Faktycznie, Liberté!, Ar[e]te, La Raison, Biuletynu Giordano Bruno, Egalité, 50/50, Regards de Femmes, Respublica, Charlie Hebdo. Jest współzałożycielką i redaktorką kwartalnika Fundacji im. Kazimierza Łyszczyńskiego „Przegląd Ateistyczny”.

### Nagrody
Uznana przez Gazetę Wyborczą za jedną z 50 śmiałych kobiet 2018 r., które zmieniają świat na lepszy
W listopadzie 2018 r. na Świeckiej Konferencji w Londynie Nina Sankari dostała nagrodę za walkę na rzecz praw kobiet i świeckości (One law for All).
Nominowana do nagrody „Okulary Równości” 2019.